# Ostel (Bremervörde)
Das Ostel Jugendhotel Bremervörde ist ein barrierefreies Integrationshotel und Umweltbildungsstätte nahe dem Vörder See in Bremervörde im Bundesland Niedersachsen, benannt nach dem Fluss Oste. Es ist ein gemeinnütziges Unternehmen der Stadt Bremervörde und des NABU Landesverbandes Niedersachsen.

## Geschichte
Seit 1968 war auf dem Gelände eine Jugendherberge- mit ihren Übernachtungsplätzen Mittelpunkt der Umweltbildungsangebote diverser Einrichtungen, die seit den 1990er Jahren rund um den Vörder See entstanden, wie beispielsweise Grünes Klassenzimmer, Welt der Sinne, Natur- und Erlebnispfad der NABU Umweltpyramide, Haus des Waldes. Daher bedeutete die Schließung der Jugendherberge 2002 durch das Deutsche Jugendherbergswerk wegen Baufälligkeit das Aus für mehrtägige Bildungsangebote, insbesondere in Verbindung mit Klassenfahrten. Um diesen Mangel zu beheben, traf man sich als Arbeitskreis an einem Tisch. Ziel der Integrierten Planung war die Schaffung eines Ortes für generationsübergreifende Begegnungen und Bildungsarbeit ohne Barrieren, der auch integrative Arbeitsplätze bieten sollte.

Im Jahre 2003 gründeten die Stadt Bremervörde, die Lebenshilfe Bremervörde/Zeven e.V. und der NABU Landesverband Niedersachsen als Gesellschafter die Jugendhotel GmbH, die das Objekt im selben Jahr übernahm. Nach umfassender Sanierung und Erweiterung auf eine Brutto-Grundfläche (BGF) von 1700 m², wobei eine gläserne Halle das bestehende Gebäude mit dem Erweiterungsbau verbindet, wurde es im Jahre 2007 unter dem Namen Ostel Jugendhotel Bremervörde neu eröffnet als Jugendhotel und Bildungsstätte für behinderte und nicht behinderte Menschen aller Altersgruppen. Noch im selben Jahr erfolgte die offizielle Anerkennung als Integrationsunternehmen durch das Niedersächsische Sozialministerium. 2020 verkaufte die Lebenshilfe Bremervörde/Zeven e.V. ihre Gesellschafteranteile an die Stadt Bremervörde.

## Kooperation
- Stadt Bremervörde
- NABU Landesverband Niedersachsen – Regionales Umweltbildungszentrum (RUZ) NABU Umweltpyramide: Die NABU Umweltpyramide Bremervörde wurde ursprünglich als Prototyp eines unkonventionellen Niedrigenergiehauses zum Zweck imponierender Veranschaulichung umwelt- und ressourcenschonenden Bauens[3] anlässlich der 2. Niedersächsischen Landesausstellung ”Natur im Städtebau” 1991 in Bremervörde nach dem Entwurf des Architekten Lothar Tabery erbaut und wird nun als Umweltbildungsstätte genutzt. Hier finden sich Anregungen zur Energieeinsparung daheim und diverse Ausstellungen, wie eine Nesterausstellung, die Vögel mit ihren Nestern zeigt. Auf dem Außengelände befindet sich ein Naturlehrpfad, der entlang eines Moores, einer Streuobstwiese, einem renaturierten Bachlauf entlangführt. Die Biberburg, ein neues Seminar- und Ausstellungsgebäude wurde im Jahr 2002 eröffnet. Auf Basis eines ganzheitlichen Ansatzes (Lernen mit Kopf, Herz und Hand) bietet das Grüne Klassenzimmer in Zusammenarbeit mit der Natur- und Erlebnispark Bremervörde GmbH und den Niedersächsischen Landesforsten Programme für Schulklassen.
- Verein „Lebenshilfe für Menschen mit Behinderungen Bremervörde/Zeven e. V.“: Die Lebenshilfe Bremervörde/Zeven e.V. setzt sich für die Teilhabe und Integration behinderter Mitmenschen ein.[4]

## Bildung
- In Kooperation mit regionalen Akteuren, wie dem Regionalen Umweltbildungszentrum (RUZ) NABU Umweltpyramide, dem Natur- und Erlebnispark GmbH und den niedersächsischen Landesforsten werden für Klassenfahrten ganzheitliche, altersgerechte Bildungsprogramme angeboten. Dabei werden Wahrnehmungs- und Sinneserfahrungen in der „Welt der Sinne“ oder dem „Cafe Dunkel“ kombiniert mit Möglichkeiten aktiver Naturbegegnung der NABU-Umweltpyramide und dem Haus des Waldes.
- Das Ostel bietet vielfältige offene Bildungsveranstaltungen- allgemein bildende Angebote, berufliche Qualifizierungsmaßnahmen für Menschen mit und ohne Lernbeeinträchtigungen. Darüber hinaus gibt es Bildungsangebote für das Fachpersonal von Behinderteneinrichtungen als Bildungsurlaub anerkannte Angebote. Vier Seminarräume mit moderner Medienausstattung bieten den Rahmen für Seminare, Fachtagungen, Schulungen und Informationsveranstaltungen.
- Einige Angebote sind speziell für bestimmte Zielgruppen konzipiert, wie Angeln mit Opa (ein Wochenende) oder Outdoortraining für Auszubildende oder für Unternehmen
- Fortbildung zum Assistenten für betrieblichen Umweltschutz in Werkstätten für Beschäftigte in den Werkstätten
- Sieben Beschäftigte der örtlichen Werkstatt für Menschen mit Behinderungen leiten (nach einer Fortbildung zum Umweltassistenten) im Rahmen der Programme für Schulklassen regelmäßig eigenständig eine der Arbeitsstationen oder sind bei der Unterstützung des Programmleiters aktiv.